# المقاصبة
قرية المقاصبة، قرية ليبية، من قرى مدينة مصراتة وهي إحدى أهم مناطقها وأكبرها وتنقسم إلى قسمين: المقاصبة البحرية وتقع جنوب منطقة أماطين.
وتحدها من الغرب والجنوب الغربي منطقة أولاد أبوشعالة، ومن الجنوب الزوابي، ومن الشرق فوار المقاصبة والرجوبات، والقسم الثاني تضم الرجوبات والشكالوة حتى منطقة الرويسات شمالا واقزير من الجنوب، ثم الرفايدة حتى كرزاز للغرب والجنوب الغربي .
وتضم المقاصبة من حيث السكان تسع فروع من أصل كرغلي إضافة لخمسة فروع أخرى ليست كرغلية. 
الفروع الكرغلية التسعة هي أولاد محمود، أولاد حسين، الرجوبات، الرفايدة، البراوصة، الحناقي، الطويل، الشواقرية، العايب "سويقم".
الفروع الخمسة غير الكرغلية هم حشاشنة المقاصبة (وتضم عائلة الحداد والحشاني)،  ومقارحة المقاصبة، هماملة المقاصبة، فواتير المقاصبة، حسون المقاصبة. 
وفي المقاصبة حصلت إحدى أكبر ملاحم الجهاد الليبي ضد الفاشست حيث وقعت فيها معركة "جرف المقاصبة"، والجرف هو خندق طبيعي كان موجودا في المقاصبة البحرية يخزن فيه السكان قبل الحرب القمح والشعير ثم استعمله المجاهدون للتحصن به ضد هجمات الفاشست الطليان. تشتهر منطقة المقاصبة بصناعة الكليم المصراتي وبخياطة الطاقية المصراتية، كما أنها مشهورة في مصراتة بالبازين المقصبي المميز والفتات وخبزة التنور.

## مواضيع ذات علاقة
- مصراتة
- الكراغلة